# Roost, the Kidder
Roost, the Kidder è un cortometraggio muto del 1912 prodotto dalla Kalem. Il nome del regista non viene riportato nei titoli.

## Produzione
Il film fu prodotto dalla Kalem Company.

## Distribuzione
Distribuito dalla General Film Company, il film - un cortometraggio di 195 metri - uscì nelle sale cinematografiche USA il 23 settembre 1912, proiettato con il sistema degli split reel, che lo presentava in programma insieme a un altro cortometraggio prodotto dalla Kalem, la commedia Fat Bill's Wooing.